# Ghost (Gackt)
Ghost è un singolo del cantante rock giapponese Gackt, pubblicato il 28 gennaio 2008.

## Tracce
1. Ghost – 4:07
2. Blue Lagoon: Shinkai (Blue Lagoon ～深海～) – 4:33
3. Ghost (Instrumental) – 4:06
4. Blue Lagoon: Shinkai (Blue Lagoon ～深海～) (Instrumental) – 4:28